# Tunas Mude
Tunas Mude is een bestuurslaag in het regentschap Aceh Tenggara van de provincie Atjeh, Indonesië. Tunas Mude telt 110 inwoners (volkstelling 2010).